# Iskandar Gadojew
Iskandar Gadojew (tadż. i ros. Искандар Гадоев; ur. 9 maja 1988 w Duszanbe) – piłkarz z Tadżykistanu, uczestnik Mistrzostw Azji U-20, reprezentant młodzieżowy U-21 kraju grający na pozycji napastnika. Swoją piłkarską karierę rozpoczął w SKA-Pamir Duszanbe.
W 2008 roku był testowany m.in. w Koronie Kielce i Lechii Gdańsk.